# Jack Recknitz
Jack Recknitz, właśc. Hans-Joachim Recknitz (ur. 25 maja 1931 w Baden-Baden, zm. 13 stycznia 2013 tamże) – niemiecki aktor polskiego pochodzenia występujący również w Polsce. Ukończył Schauspielschule w Mannheim.

## Życiorys
Był synem pary aktorskiej Hansa-Joachima seniora (właśc. Zinke, 1905–1961) i Kathariny Recknitzów. Początkowo był spikerem radiowym w Lipsku. Jednocześnie praktykował w teatrach na terenie NRD. W 1953 zdał jako ekstern egzamin aktorski. Występował w teatrach w Annaberg-Buchholzu, Parchimiu, Budziszynie i Chemnitz. W 1965 zamieszkał w Polsce. W latach 1966–1968 pracownik Polskiego Radia. W latach 1967–1980 aktor Teatru Żydowskiego w Warszawie. W 1984 powrócił do Niemiec, ale nadal występował w Polsce.
Zagrał około 80 ról drugoplanowych m.in. w polskich filmach. Aktor charakterystyczny, zazwyczaj odtwarzał obcokrajowców: Amerykanów, Brytyjczyków lub Niemców.

## Filmografia
- 1969: Nie ma powrotu Johnny − John William Scott
- 1969: Czekam w Monte-Carlo − Gene Stothard, kierowca z Anglii
- 1970: Różaniec z granatów − oficer angielski w szpitalu
- 1970: Pułapka − Weiss
- 1971: Pygmalion XII − Treets-Hans
- 1972: Skarb trzech łotrów − Ike Samish, morderca Zawadowskiego
- 1972: Na krawędzi − major Jack Tooth
- 1974: S.O.S − szyper duńskiego kutra (odc. 7)
- 1976: Zagrożenie − dziennikarz
- 1976: Ostatnie takie trio − narzeczony
- 1977: Śmierć prezydenta − Delagneau, dziennikarz "Journal de Pologne"
- 1977: Lalka (odc. 2)
- 1978: Życie na gorąco − Alfonso, goryl don Octavia (odc. 6)
- 1978: ...Gdziekolwiek jesteś panie prezydencie... − dziennikarz z USA
- 1979: Tajemnica Enigmy − Dillwyn Knox, kryptolog brytyjski (odc. 2 i 4)
- 1979: Sekret Enigmy − Dillwyn Knox, kryptolog brytyjski
- 1979: Prom do Szwecji − senior Garcia
- 1979: Komedianci − burmistrz
- 1979: Gwiazdy na dachu − hitlerowiec
- 1979: Dybuk − hitlerowiec
- 1979: Doktor Murek − Amerykanin Johnson (odc. 2)
- 1979: Die Schmuggler von Rajgorod − Awramoff
- 1979: Aria dla atlety − amerykański sprawozdawca
- 1980: Wizja lokalna 1901
- 1980: Sherlock Holmes i Doktor Watson − hrabia (odc. 2); Jack Jenkins (odc. 21)
- 1980: Dom − korespondent United Press (odc. 3 i 4)
- 1980: Czułe miejsca − mężczyzna w kawiarni
- 1981: Wielka majówka − Jerry Liszka
- 1981: Vabank − sprawozdawca niemiecki na meczu
- 1981: Najdłuższa wojna nowoczesnej Europy − nauczyciel Muller (odc. 11)
- 1982: Hotel Polanów i jego goście − Simon Pelz
- 1983: Katastrofa w Gibraltarze − generał Mason MacFarlane, gubernator Gibraltaru
- 1996: Ekstradycja 2 − agent FBI (odc. 1)
- 1997: Sara − człowiek Józefa
- 1997: Die story von monty spinerratz
- 1998: Biały Kruk − inspektor Zieliński
- 1998: Matki, żony i kochanki − Johann Schneider
- 1998: 13 posterunek − Niemiec (odc. 35)
- 2003: Warszawa − Karl
- 2003: Rodzinka − Franz Maurer (odc. 4)
- 2004: Rh+ − Gerard
- 2008: Na dobre i na złe − Edward Loyd (odc. 330)
- 2010: Milion dolarów − Wiesław
- 2013: Hiszpanka − Tiedemann